# Tribute to Partia
Tribute to Partia – album wydany w 2005 w dziesiątą rocznice powstania zespołu, nakładem wydawnictwa Jimmy Jazz Records.

## Lista utworów
1. Powietrze – Pustki
2. Reve – Nowy Świat
3. Warszawa i ja – Klarknowa
4. Chciałbym umrzeć jak James Dean – The Headhunters
5. Oskar Hell – Happysad
6. Kieszonkowiec Darek – Vespa
7. Kobiety – Stan Zvezda
8. Nieprzytomna z bólu – Muchy
9. Kim jesteś? – Beri Beri
10. Dick Grayson – The Jetsons
11. Dziewczyny kontra chłopcy – Wersja de Lux
12. Ulice – Leprechaun
13. Pociąg do nikąd – 150 Watts
14. 10 godzin – Flymen
15. Tydzień i jeden dzień – The Lunatics
16. Skinhead Girl – Werwolf 77
17. Parasole – Paweł Paulus Mazur
18. Żoliborz-Mokotów – Anti Dread
19. Hiszpański Elvis – Delate
20. Światła miasta – The Analogs
21. Speedway – Mitch & Mitch
22. Reve – The Kuflers
23. Adam West – Meble
24. Najsmutniejsza piosenka na koniec – Krzysztof Varga